# Satakunta
Satakunta (den svenska formen Satakunda används inte om den nutida administrativa enheten) är ett landskap i Finland. Det historiska landskapet Satakunda var ursprungligen betydligt större till sin yta och inneslöt landskapet Birkaland samt delar av landskapet Egentliga Finland.
Satakunta hade 226 567 invånare år 2012, varav 111 439 var män och 115 128 var kvinnor. Landskapets befolkning uppdelad efter modersmål: antalet finskspråkiga är 221 759 personer, svenskspråkiga är 773 personer, samisktalande är 4 personer och antalet personer som talade andra språk var 4 031.
I Satakuntas samtliga kommuner är den språkliga statusen enspråkig finsk. I Björneborg finns dock en svenskspråkig skola (daghem, grundskola och gymnasium).
Landskapet har en total areal på 11 636,86 kvadratkilometer, varav landytan utgör 7 957,12 kvadratkilometer.

## Kommuner
Det finns sexton kommuner i Satakunta, varav sju är städer (2021). Städerna är markerade med fet stil.

- Björneborg
- Eura
- Euraåminne
- Harjavalta
- Jämijärvi
- Kankaanpää
- Karvia
- Kumo
- Nakkila
- Påmark
- Raumo
- Sastmola
- Siikais
- Säkylä
- Ulvsby
- Vittis

## Ekonomiska regioner
Det finns tre ekonomiska regioner i Satakunta.
- Norra Satakunta ekonomiska region (nr 044)
- Björneborgs ekonomiska region (nr 043)
- Raumo ekonomiska region (nr 041)

## Språk
Befolkningen efter språk (modersmål) den 31 december 2014. Finska, svenska och samiska räknas som inhemska språk då de har officiell status i landet. Resten av språken räknas som främmande.
| Språk                      | Talare  | %        |
| -------------------------- | ------- | -------- |
| Hela befolkningen          | 223 983 | 100,00 % |
| Finska                     | 217 601 | 97,15 %  |
| Svenska                    | 775     | 0,35 %   |
| Samiska                    | 2       | 0,00 %   |
| Främmande språk totalt     | 5 605   | 2,50 %   |
| Ryska                      | 1 286   | 0,57 %   |
| Estniska                   | 1 252   | 0,56 %   |
| Polska                     | 529     | 0,24 %   |
| Turkiska                   | 253     | 0,11 %   |
| Thai                       | 251     | 0,11 %   |
| Engelska                   | 221     | 0,10 %   |
| Rumänska                   | 194     | 0,09 %   |
| Tyska                      | 130     | 0,06 %   |
| Arabiska                   | 106     | 0,05 %   |
| Spanska                    | 103     | 0,05 %   |
| Ukrainska                  | 103     | 0,05 %   |
| Kinesiska                  | 101     | 0,05 %   |
| Språk med under 100 talare | 1 076   | 0,48 %   |
| Okänt språk                | 4       | 0,00 %   |